# Чангилари
Чангилари (груз. ჩანგილარი) — село в Грузии, на территории Каспского муниципалитета края (мхаре) Шида-Картли.

## География
Село находится в центральной части Грузии, на правом берегу реки Ксани, на расстоянии приблизительно 7 километров (по прямой) к востоку от города Каспи, административного центра муниципалитета. Абсолютная высота — 585 метров над уровнем моря.

## Население
По результатам официальной переписи населения 2014 года, в Чангилари проживало 264 человека (141 мужчина и 123 женщины). В национальной структуре населения азербайджанцы составляли 99,6 %, грузины — 0,4 %.
| Год  | Население, человек |
| ---- | ------------------ |
| 2002 | 300                |
| 2014 | ↘ 264              |